# Paraclione longicaudata
Paraclione longicaudata är en snäckart som först beskrevs av Louis François Auguste Souleyet 1852.  Paraclione longicaudata ingår i släktet Paraclione och familjen Clionidae. Inga underarter finns listade i Catalogue of Life.